# Fiocco (taglio di carne)

Il fiocco proviene dal taglio numero 18, il taglio del petto.

Il fiocco è un taglio di carne bovina.
È il taglio grasso del quarto anteriore che segue la punta del petto. È considerato di seconda e terza categoria, composto da muscoli e tessuto connettivale ricco di venature di grasso. In cucina è adatto per i bolliti e i brasati al forno, per il brodo e talvolta come sostitutivo della punta di petto. Esiste nelle varietà di manzo, vitello e vitellone.
Il termine fiocco è tipico della macelleria del Nord Italia, in particolare di Mantova, Padova, Parma, Rovigo, Treviso e Verona. In altre regioni assume diverse denominazioni locali, tra cui bruschetto a Palermo, cima di petto a Potenza, petto grosso a Roma, pettoscoronatura a Firenze, polpa di petto a Foggia, punta di petto a Bari, Bologna, Genova, L'Aquila, Messina, Milano, Napoli e Torino, retu pettu a Reggio Calabria, zoia a Treviso. A Padova, Belluno, Macerata, Perugia, Trento, Venezia, Padova e Vicenza è talvolta indicato come semplice petto.
Altri tagli del quarto anteriore sono la punta di petto, il reale, la fesa di spalla, il cappello del prete, il fusello, il collo, il brione, il geretto anteriore e il carré.

## Nel maiale
Fiocco è anche usato per indicare la noce della coscia del suino, ovvero la parte anteriore più magra del prosciutto, che solitamente viene salata e stagionata per ricavare l'omonimo salume noto come Fiocchetto o Fiocco di prosciutto o anche Fiocco di culatello, ma può essere benissimo consumata anche da fresco per preparazioni arrosto ; il fiocco è talvolta il taglio della coscia di manzo subito sotto la noce, più propriamente detto spinacino.